# Ptychostomum bimum
Ptychostomum bimum là một loài rêu trong họ Bryaceae. Loài này được Schreb. J.R. Spence mô tả khoa học đầu tiên năm 2005.